# ミラン・パニッチ
ミラン・パニッチ（セルビア語キリル・アルファベット: Милан Панић、1929年12月20日 - ）は、セルビア系アメリカ人の元政治家である。1992年から1993年までユーゴスラビア連邦共和国の初代首相を務めた。

## 経歴
パニッチは1929年12月20日、ユーゴスラビア王国ベオグラード（現セルビア）で生まれた。政府職員だった父親はパニッチが3歳のときに亡くなりパニッチの母親がパニッチと妹たちを育てることになった。ナチスのベオグラード占領により物資不足が深刻化する中、パニッチは家族を支えるために野菜農場を始めた。パニッチは学生の頃、地理と化学に惹かれ自分の部屋に小さな実験室を作り実験を行った。第二次世界大戦中、当時まだ14歳だったパニッチはユーゴスラビアで増大するナチスの影響力と戦うためにヨシップ・チトーのパルチザン・レジスタンスに加わった。兵役から戻った後にベオグラード工科大学で生化学の研究を再開した。

## 政治家として
1992年7月14日、パニッチは初代ユーゴスラビア連邦共和国首相に就任した。パニッチは平和の実現、憲法草案、国連制裁の解除、強制収容所の閉鎖推進という目標を掲げ、1993年2月9日まで首相を務めた。